# Barbus carcharhinoides
Barbus carcharhinoides е вид лъчеперка от семейство Шаранови (Cyprinidae). Видът е критично застрашен от изчезване.

## Разпространение
Разпространен е в Либерия.

## Описание
На дължина достигат до 8,1 cm.